# 東京都立板橋特別支援学校
東京都立板橋特別支援学校（とうきょうとりつ いたばしとくべつしえんがっこう）は、東京都板橋区高島平に所在する特別支援学校。1989年（平成元年）に開校した。知的障害のある生徒を対象とした高等部単独の学校である。

## 概要
本校は、知的障害教育部門に属する東京都立の特別支援学校であり、高等部のみを設置している。通学区域は板橋区および練馬区の一部である。原則として自主通学を基本とするが、自力での通学が困難な生徒にはスクールバスが運行されている。
学級編成は、普通学級と重度・重複学級に分かれており、普通学級では2年次よりⅠ類型とⅡ類型に分かれて学習を行っている。
本校では、ブレザータイプの標準服を採用しており、スラックスまたはスカートを選択して着用することができる。
また、板橋区立高島第一中学校、東京都立高島高等学校、および東京都立高島特別支援学校中学部との交流および共同学習を実施している。

## 生徒・教職員数
令和7年度（2025年度）
- 生徒数：198名（29学級）
- 教職員数：72名

## 通学区域
- 練馬区[3]
  - 旭町、田柄、春日町、高松一～四、光が丘、北町、平和台、錦、氷川台、早宮
- 板橋区（下記以外の地域）
  - 稲荷台、本町、加賀、仲宿、板橋

## 主な進学元
- 東京都立高島特別支援学校

## 部活動
- 運動部（球技部門・陸上部門）[4]
- 表現活動部
- 音楽部

## 作業学習
- 紙工班[5]
- 洗濯班
- 農業班
- クリーン班
- オフィスワーク班
- 環境整備班
- 食品加工班

## 歴代校長一覧
| 代     | 氏名      | 就任年月日                |
| ------ | --------- | ------------------------- |
| 初代   | 高橋 秀暁 | 平成元年（1989年）4月10日 |
| 第2代  | 能瀬 廉英 | 平成6年（1994年）4月1日   |
| 第3代  | 伊東 光雄 | 平成8年（1996年）4月1日   |
| 第4代  | 渡邊 和弘 | 平成12年（2000年）4月1日  |
| 第5代  | 金崎 満   | 平成15年（2003年）4月1日  |
| 第6代  | 杉野 学   | 平成15年（2003年）9月1日  |
| 第7代  | 関寺 信一 | 平成17年（2005年）4月1日  |
| 第8代  | 鈴木 敏郎 | 平成21年（2009年）4月1日  |
| 第9代  | 村野 一臣 | 平成23年（2011年）4月1日  |
| 第10代 | 真下 智   | 平成25年（2013年）4月1日  |
| 第11代 | 岡戸 良雄 | 平成29年（2017年）4月1日  |
| 第12代 | 深井 敏行 | 令和3年（2021年）4月1日   |
| 第13代 | 尼子 創一 | 令和5年（2023年）4月1日   |
| 第14代 | 山岸 直人 | 令和7年（2025年）4月1日   |

## 所在地
〒175-0082 東京都板橋区高島平9-23-22

## アクセス
- 地下鉄：都営三田線「高島平駅」東口より徒歩6分